# Crepidium auratum
Crepidium auratum är en orkidéart som först beskrevs av Henry Nicholas Ridley, och fick sitt nu gällande namn av Marg. och Dariusz Lucjan Szlachetko. Crepidium auratum ingår i släktet Crepidium, och familjen orkidéer. Inga underarter finns listade i Catalogue of Life.